# 博瓦尔昂鲁瓦扬
博瓦尔昂鲁瓦扬（法語：Beauvoir-en-Royans）是法国伊泽尔省的一个市镇，属于格勒诺布尔区和南格雷西沃当县（Le Sud Grésivaudan）。该市镇总面积2.1平方公里，2009年时的人口为71人。

## 人口
博瓦尔昂鲁瓦扬人口变化图示